# Бурштейн, Ревекка Хаимовна
Ревекка Хаимовна Бурште́йн (1904 — 1992) — советский электрохимик.

## Биография
Родилась 6 мая 1904 года в Сморгони (ныне Гродненская область, Беларусь) в семье кожевника. Окончила Ленинградский университет (1926).
С 1 марта по 20 июня 1926 года — научный сотрудник Естественного отделения Публичной библиотеки в Ленинграде. В 1927—1934 годах принимала участие в составлении «Технической энциклопедии» под редакцией Л. К. Мартенса, автор статей по тематике «химия».
Работала в ФХИ имени Л. Я. Карпова (1927—1947) у А. И. Рабиновича, затем в лаборатории А. Н. Фрумкина.
В 1946—1992 годах — зав. лабораторией в ИФХЭАН.
Доктор химических наук (1941), профессор (1942). Автор около 260 научных печатных работ. Получила 25 авторских свидетельств.
Умерла 1 октября 1992 года. Похоронена в Москве на Хованском кладбище.

## Награды и премии
- Сталинская премия третьей степени (1943) — за создание устойчивых в зимних условиях новых типов гальванических элементов и батарей
- Сталинская премия второй степени (1951) — за участие в работах по освоению производства урана-235
- орден Трудового Красного Знамени
- три медали.
- заслуженный деятель науки и техники РСФСР (1965).

## Семья, родные
- муж — ботаник, фитоценолог Работнов, Тихон Александрович
- брат — Бурштейн, Илья Ефимович, дважды лауреат Сталинской премии (1943, 1950)
- двоюродный брат — Бурштейн, Моисей Исаакович, доктор сельскохозяйственных наук, профессор.